# Ана Конюх
Ана Конюх (на хърватски: Ana Konjuh; родена на 27 декември 1997 г. в Дубровник) е хърватска тенисистка.
През 2012 г. Конюх печели Ориндж Боул (до 18 г.). Тя има една титла на сингъл от веригата на ITF. През януари 2013 г. печели титлите на сингъл и двойки при младежите на Australian Open, в резултат на което става No.1 в световната ранглиста при девойките. По-късно през годината, на US Open 2013, Конюх триумфира с титлата на сингъл при момичетата. На Уимбълдън 2014 тя преминава квалификациите и стига до 3 кръг, където е спряна от бившата номер 1 Каролине Возняцки. През месец юли на Истанбул Къп 2014 Конюх стига до полуфиналната фаза като квалификантка, но там отстъпва на Роберта Винчи.
Конюх печели първата си WTA титла на Нотингам Оупън 2015. Така тя става най-младата тенисистка, печелила турнир на това ниво, от 2006 г. насам.

## Лични данни
Родена в семейството на Марио (бизнесмен) и Ирис; има 3 сестри – Андреа, Антония и Антея. Когато е на 11 години, Ана се мести в Загреб, за да тренира тенис. Оттогава нейни треньори са Кристиян Шнайдер и Славен Хрвой. Любимата ѝ настилка е твърдата.

## Финали на турнири отWTA Тур

### Сингъл: 2 (1–1)
| Легенда                            |
| ---------------------------------- |
| Турнири от Големия шлем (0–0)      |
| Шампионат на WTA Тур (0–0)         |
| Задължителни Висши & Висши 5 (0–0) |
| Висши (0–0)                        |
| Международни (1–1)                 |

| Финали по настилка |
| ------------------ |
| Твърда (0–1)       |
| Трева (1–0)        |
| Клей (0–0)         |
| Мокет (0–0)        |

| Изход      | No. | Дата       | Турнир                                   | Настилка | Опонент          | Резултат      |
| ---------- | --- | ---------- | ---------------------------------------- | -------- | ---------------- | ------------- |
| Шампионка  | 1.  | 15/06/2015 | Нотингам Оупън, Нотингам, Великобритания | Трева    | Моника Никулеску | 1–6, 6–4, 6–2 |
| Финалистка | 1.  | 07/01/2017 | Ей Ес Би Класик, Окланд, Нова Зеландия   | Твърда   | Лорън Дейвис     | 3–6, 1–6      |

## ITF Финали: 4 (1–3)

### Сингъл: 3 (1–2)
| Легенда          |
| ---------------- |
| $100 000 турнири |
| $75 000 турнири  |
| $50 000 турнири  |
| $25 000 турнири  |
| $15 000 турнири  |
| $10 000 турнири  |

| Финали по настилка |
| ------------------ |
| Твърда (0–0)       |
| Клей (1–2)         |
| Трева (0–0)        |
| Мокет (0–0)        |

| Изход      | No. | Дата           | Турнир            | Настилка | Опонент         | Резултат      |
| ---------- | --- | -------------- | ----------------- | -------- | --------------- | ------------- |
| Финалистка | 1.  | 5 ноември 2012 | Анталия, Турция   | Клей     | Йована Якшич    | 3–6, 1–6      |
| Финалистка | 2.  | 27 май 2013    | Марибор, Словения | Клей     | Полона Херцог   | 6–3, 3–6, 3–6 |
| Шампионка  | 1.  | 17 юни 2013    | Монпелие, Франция | Клей     | Ирина Хромачева | 6–3, 6–1      |

### Двойки: 1 (0–1)
| Легенда          |
| ---------------- |
| $100 000 турнири |
| $75 000 турнири  |
| $50 000 турнири  |
| $25 000 турнири  |
| $15 000 турнири  |
| $10 000 турнири  |

| Финали по настилка |
| ------------------ |
| Твърда (0–0)       |
| Клей (0–1)         |
| Трева (0–0)        |
| Мокет (0–0)        |

| Изход      | No. | Дата        | Турнир                | Настилка | Партньорка   | Опонентки                   | Резултат      |
| ---------- | --- | ----------- | --------------------- | -------- | ------------ | --------------------------- | ------------- |
| Финалистки | 1.  | 15 юли 2013 | Контрексевил, Франция | Клей     | Силвия Нирич | Ванеса Фурлането Амандин Ес | 6–7(3–7), 4–6 |

## Финали от Големия шлем при девойките

### Сингъл
| Изход     | Дата | Турнир           | Настилка | Опонент             | Резултат           |
| --------- | ---- | ---------------- | -------- | ------------------- | ------------------ |
| Шампионка | 2013 | Аустрелиън Оупън | Твърда   | Катерина Синякова   | 6–3, 6–4           |
| Шампионка | 2013 | US Open          | Твърда   | Торнадо Алисия Блек | 3–6, 6–4, 7–6(8–6) |

### Двойки
| Изход      | Дата | Турнир           | Настилка | Партньор       | Опоненти                                | Резултат         |
| ---------- | ---- | ---------------- | -------- | -------------- | --------------------------------------- | ---------------- |
| Финалистки | 2012 | Уимбълдън        | Трева    | Белинда Бенчич | Южени Бушар Тейлър Таунсенд             | 4–6, 3–6         |
| Шампионки  | 2013 | Аустрелиън Оупън | Твърда   | Карол Джао     | Олександра Корашвили Барбора Крейчикова | 5–7, 6–4, [10–7] |